# Ameridion musawas
Ameridion musawas là một loài nhện trong họ Theridiidae.
Loài này thuộc chi Ameridion. Ameridion musawas được Herbert Walter Levi miêu tả năm 1959.